# هوراسیوس موری
هوراسیوس موری (انگلیسی: Horatius Murray؛ ۱۹۰۳ - ۱۹۸۹) فرد نظامی اهل بریتانیا بود. وی همچنین برندهٔ جوایزی همچون نشان حمام و نشان امپراتوری بریتانیا شده‌است.